# Heliogomphus bakeri
Heliogomphus bakeri – gatunek ważki z rodziny gadziogłówkowatych (Gomphidae).